# Castillo de la Baronía
El Castillo de la Baronía, conocido como Casa de la Baronía o Museo de la Baronía, es un edificio señorial, situado en la calle Escuelas s/n de Ribesalbes, en la comarca de la Plana Baja, catalogado, de manera genérica, como Bien de interés cultural, y con código de la Generalidad Valenciana: 12.06.095-004.

## Historia y descripción
Se trata de una casa solariega que en época cristiana fue palacio y más antiguamente, en época árabe, castillo. Conocida como casa del Barón de Riselalbes, ya que fue residencia de estos nobles hasta mediados del siglo XIX, cuando pasó a ser de propiedad municipal.
Es una edificación sencilla con tres alturas y rematada con una cubierta de tejas árabes. Externamente su fachada presenta balcones en los que destacan las rejas de forja simple. Además, en esta fachada puede observarse el escudo nobiliario de la población en la que se ubica, Ribesalbes.
Durante un tiempo en este edificio se ubicó tanto la capilla del pueblo como la antigua "cárcel", que consistía en unos cubículos de reducidas dimensiones, dentro del edificio señorial.
También albergó las escuelas, de ahí el nombre actual de la calle en la que se encuentra situado. Pero también fue utilizado para otros usos más lúdicos como cine, sala de baile, salón de banquetes, discoteca y teatro.
En el año 1980 el edificio se incendió, quedando de la construcción original tan solo la fachada. Este percance hizo que se llevara a cabo la reconstrucción del edificio para, en un principio, albergar a la banda municipal. En 1992 empieza a fraguarse la idea de la creación del Museo de la Baronía, para lo cual se inició una reforma de su interior que dio pie a la inauguración del Museo el 29 de mayo de 1999; que contiene en su interior colecciones museísticas de dos tipos, por un lado la colección de cerámica y por otro una colección de restos paleontológicos.

## Museo de la Baronía
Se trata de un Museo joven y dinámico (constantemente se realizan reorganizaciones de las colecciones para mejorar su contenido y exposición, lo cual quedó patente en el año 2016, cuando permaneció cerrado por unos meses para realizar reformas en las colecciones y exposiciones) en que se pueden encontrar dos tipos bien diferenciados de colecciones. Por un lado es un museo Cerámico, en el que se encuentran muestras de la cerámica típica de la zona; y por otro es un museo Paleontológico.
Entre los restos paleontológicos (fósiles de plantas y animales de todo el mundo) cabe destacar los restos que se han ido encontrando en el yacimiento llamado “La Rinconada", ubicado en el término municipal de Ribelsalbes, y que es considerado uno de los más destacados yacimientos del mioceno inferior lacustre de todo el mundo. En este yacimiento se descubrieron nuevas especies de insectos fósiles (de una antigüedad de entre 21,5 y 23 millones de años, y correspondientes a una edad Rambliense), que están depositadas como holotipos en el Museo de Ciencias Naturales de Madrid.
Además, en la planta baja del edificio museístico se dedica un espacio específico para exposiciones temporales.
En la primera planta está dedicada a la cerámica, con una exposición de piezas de los distintos talleres de la localidad. Mientras que en la segunda planta puede observarse la recreación de un taller tradicional de cerámica, en el que se pueden encontrar utensilios para la confección cerámica y numerosas piezas realizadas según el estilo cerámico característico de la población. En esta misma planta se ubica una sala de carácter histórico-etnográfico donde se expone la historia de la zona.
También en esta segunda planta se inicia la colección paleontológica del museo. Nos encontramos así con una sala dedicada a la colección de fósiles y minerales, destacando reptiles del Mesozoico, mamíferos del Pleistoceno, ejemplares del yacimiento de “La Rinconà”, gran cantidad de ejemplares de otros lugares del planeta y una amplia variedad de minerales.